# Liga Mistrzyń w piłce siatkowej (2020/2021)
Liga Mistrzyń 2020/2021 (oficjalna nazwa 2021 CEV Volleyball Champions League - Women) – 21. sezon Ligi Mistrzyń rozgrywanej od 2000 roku, organizowanej przez Europejską Konfederację Piłki Siatkowej (CEV) w ramach europejskich pucharów dla żeńskich klubowych zespołów siatkarskich z Europy.

## Drużyny uczestniczące
- Marica Płowdiw
- SK UP Ołomuniec
- LP Viesti Salo (rezygnacja)
- ASPTT Mulhouse
- Nantes VB
- SSC Palmberg Schwerin
- Grupa Azoty Chemik Police
- KS Developres Rzeszów
- Dinamo Kazań
- Lokomotiw Kaliningrad
- Urałoczka Jekaterynburg (rezygnacja)
- Calcit Kamnik (w zastępstwie)
- VakıfBank SK
- Eczacıbaşı Stambuł
- Fenerbahçe
- Imoco Volley Conegliano
- Unet E-Work Busto Arsizio
- Igor Gorgonzola Novara

Zakwalifikowane drużyny
- Allianz MTV Stuttgart
- ŁKS Commercecon Łódź
- Dinamo Moskwa
- Savino Del Bene Scandicci

- W związku z rezygnacją fińskiej drużyny LP Viesti Salo w rozgrywkach Ligi Mistrzyń Dinamo Moskwa i Allianz MTV Stuttgart zakwalifikowały się i zagrają w grupie D. Tj. słoweński klub Calcit Kamnik zamiast Urałoczki Jekaterynburg.

## Rozgrywki

### Faza grupowa[1][2]
awans do play-off

#### Grupa A
Tabela
| Lp. | Drużyna                   | Mecze | Mecze   | Mecze   | Pkt | Sety | Sety | Sety  | Małe punkty | Małe punkty | Małe punkty |
| Lp. | Drużyna                   | M     | W (3:2) | P (2:3) | Pkt | wyg. | prz. | ratio | zdob.       | str.        | ratio       |
| --- | ------------------------- | ----- | ------- | ------- | --- | ---- | ---- | ----- | ----------- | ----------- | ----------- |
| 1   | Savino Del Bene Scandicci | 6     | 4 (1)   | 2 (1)   | 12  | 15   | 9    | 1.667 | 542         | 509         | 1.065       |
| 2   | Unet E-Work Busto Arsizio | 6     | 4 (2)   | 2 (1)   | 11  | 14   | 10   | 1.400 | 523         | 479         | 1.092       |
| 3   | SSC Palmberg Schwerin     | 6     | 3 (1)   | 3 (0)   | 8   | 10   | 12   | 0.833 | 467         | 484         | 0.965       |
| 4   | KS Developres Rzeszów     | 6     | 1 (0)   | 5 (2)   | 5   | 8    | 16   | 0.500 | 513         | 573         | 0.895       |

Źródło: cev.lu (ang.)
Punktacja: 3:0 i 3:1 – 3 pkt; 3:2 – 2 pkt; 2:3 – 1 pkt; 1:3 i 0:3 – 0 pkt
Zasady ustalania kolejności: 1. liczba zwycięstw, 2. liczba punktów, 3. stosunek setów, 4. stosunek małych punktów, 5. bilans w bezpośrednich meczach
Wyniki

##### Turniej 1
Palazzetto Dello Sport, Scandicci
| Data       | Godz. | Drużyna 1                 | Wynik | Drużyna 2                 | 1     | 2     | 3     | 4     | 5     | Widzów | *      |
| ---------- | ----- | ------------------------- | ----- | ------------------------- | ----- | ----- | ----- | ----- | ----- | ------ | ------ |
| 01.12.2020 | 17:30 | Savino Del Bene Scandicci | 3:2   | Unet E-Work Busto Arsizio | 25:18 | 11:25 | 25:19 | 23:25 | 17:15 |        | raport |
| 01.12.2020 | 20:30 | SSC Palmberg Schwerin     | 3:1   | KS Developres Rzeszów     | 25:27 | 25:18 | 25:18 | 25:18 |       |        | raport |
| 02.12.2020 | 17:30 | SSC Palmberg Schwerin     | 1:3   | Savino Del Bene Scandicci | 25:19 | 19:25 | 20:25 | 21:25 |       |        | raport |
| 02.12.2020 | 20:30 | KS Developres Rzeszów     | 2:3   | Unet E-Work Busto Arsizio | 17:25 | 22:25 | 25:19 | 25:22 | 14:16 |        | raport |
| 03.12.2020 | 17:30 | Unet E-Work Busto Arsizio | 0:3   | SSC Palmberg Schwerin     | 24:26 | 14:25 | 22:25 |       |       |        | raport |
| 03.12.2020 | 20:30 | KS Developres Rzeszów     | 0:3   | Savino Del Bene Scandicci | 23:25 | 18:25 | 16:25 |       |       |        | raport |

##### Turniej 2
Palmberg Arena, Schwerin
| Data       | Godz. | Drużyna 1                 | Wynik | Drużyna 2                 | 1     | 2     | 3     | 4     | 5     | Widzów | *      |
| ---------- | ----- | ------------------------- | ----- | ------------------------- | ----- | ----- | ----- | ----- | ----- | ------ | ------ |
| 02.02.2021 | 17:00 | Savino Del Bene Scandicci | 2:3   | Unet E-Work Busto Arsizio | 18:25 | 25:21 | 14:25 | 25:18 | 10:15 |        | raport |
| 02.02.2021 | 20:00 | SSC Palmberg Schwerin     | 3:2   | KS Developres Rzeszów     | 25:18 | 22:25 | 23:25 | 26:24 | 15:7  |        | raport |
| 03.02.2021 | 17:00 | KS Developres Rzeszów     | 0:3   | Unet E-Work Busto Arsizio | 23:25 | 22:25 | 17:25 |       |       |        | raport |
| 03.02.2021 | 20:00 | SSC Palmberg Schwerin     | 0:3   | Savino Del Bene Scandicci | 22:25 | 13:25 | 15:25 |       |       |        | raport |
| 04.02.2021 | 17:00 | KS Developres Rzeszów     | 3:1   | Savino Del Bene Scandicci | 33:35 | 25:22 | 25:22 | 28:26 |       |        | raport |
| 04.02.2021 | 20:00 | Unet E-Work Busto Arsizio | 3:0   | SSC Palmberg Schwerin     | 25:20 | 25:13 | 25:12 |       |       |        | raport |

#### Grupa B
Tabela
| Lp. | Drużyna                 | Mecze | Mecze   | Mecze   | Pkt | Sety | Sety | Sety   | Małe punkty | Małe punkty | Małe punkty |
| Lp. | Drużyna                 | M     | W (3:2) | P (2:3) | Pkt | wyg. | prz. | ratio  | zdob.       | str.        | ratio       |
| --- | ----------------------- | ----- | ------- | ------- | --- | ---- | ---- | ------ | ----------- | ----------- | ----------- |
| 1   | Imoco Volley Conegliano | 6     | 6 (0)   | 0 (0)   | 18  | 18   | 1    | 18.000 | 473         | 337         | 1.404       |
| 2   | Fenerbahçe              | 6     | 4 (0)   | 2 (0)   | 12  | 13   | 7    | 1.857  | 455         | 412         | 1.104       |
| 3   | Nantes VB               | 6     | 2 (0)   | 4 (0)   | 6   | 6    | 13   | 0.462  | 389         | 447         | 0.870       |
| 4   | Calcit Kamnik           | 6     | 0 (0)   | 6 (0)   | 0   | 2    | 18   | 0.111  | 372         | 493         | 0.755       |

Źródło: cev.lu (ang.)
Punktacja: 3:0 i 3:1 – 3 pkt; 3:2 – 2 pkt; 2:3 – 1 pkt; 1:3 i 0:3 – 0 pkt
Zasady ustalania kolejności: 1. liczba zwycięstw, 2. liczba punktów, 3. stosunek setów, 4. stosunek małych punktów, 5. bilans w bezpośrednich meczach
Wyniki

##### Turniej 1
Palaverde, Villorba
| Data       | Godz. | Drużyna 1               | Wynik | Drużyna 2               | 1     | 2     | 3     | 4     | 5 | Widzów | *      |
| ---------- | ----- | ----------------------- | ----- | ----------------------- | ----- | ----- | ----- | ----- | - | ------ | ------ |
| 08.12.2020 | 18:00 | Calcit Kamnik           | 0:3   | Imoco Volley Conegliano | 18:25 | 17:25 | 15:25 |       |   |        | raport |
| 08.12.2020 | 20:30 | Fenerbahçe              | 3:0   | Nantes VB               | 25:16 | 25:18 | 25:15 |       |   |        | raport |
| 09.12.2020 | 18:00 | Nantes VB               | 0:3   | Imoco Volley Conegliano | 19:25 | 11:25 | 16:25 |       |   |        | raport |
| 09.12.2020 | 20:30 | Fenerbahçe              | 3:1   | Calcit Kamnik           | 25:16 | 20:25 | 26:24 | 25:17 |   |        | raport |
| 10.12.2020 | 18:00 | Nantes VB               | 3:0   | Calcit Kamnik           | 25:22 | 25:19 | 25:20 |       |   |        | raport |
| 10.12.2020 | 20:30 | Imoco Volley Conegliano | 3:0   | Fenerbahçe              | 25:14 | 25:19 | 25:19 |       |   |        | raport |

##### Turniej 2
Gymnasium Mangin Beaulieu, Nantes
| Data       | Godz. | Drużyna 1               | Wynik | Drużyna 2               | 1     | 2     | 3     | 4     | 5 | Widzów | *      |
| ---------- | ----- | ----------------------- | ----- | ----------------------- | ----- | ----- | ----- | ----- | - | ------ | ------ |
| 26.01.2021 | 18:00 | Fenerbahçe              | 3:0   | Nantes VB               | 25:22 | 25:16 | 25:20 |       |   |        | raport |
| 26.01.2021 | 20:30 | Calcit Kamnik           | 0:3   | Imoco Volley Conegliano | 21:25 | 11:25 | 11:25 |       |   |        | raport |
| 27.01.2021 | 18:00 | Fenerbahçe              | 3:0   | Calcit Kamnik           | 25:13 | 25:18 | 25:20 |       |   |        | raport |
| 27.01.2021 | 20:30 | Nantes VB               | 0:3   | Imoco Volley Conegliano | 20:25 | 20:25 | 24:26 |       |   |        | raport |
| 28.01.2021 | 18:00 | Nantes VB               | 3:1   | Calcit Kamnik           | 22:25 | 25:19 | 25:20 | 25:21 |   |        | raport |
| 28.01.2021 | 20:30 | Imoco Volley Conegliano | 3:1   | Fenerbahçe              | 25:19 | 22:25 | 25:21 | 25:17 |   |        | raport |

#### Grupa C
Tabela
| Lp. | Drużyna              | Mecze | Mecze   | Mecze   | Pkt | Sety | Sety | Sety  | Małe punkty | Małe punkty | Małe punkty |
| Lp. | Drużyna              | M     | W (3:2) | P (2:3) | Pkt | wyg. | prz. | ratio | zdob.       | str.        | ratio       |
| --- | -------------------- | ----- | ------- | ------- | --- | ---- | ---- | ----- | ----------- | ----------- | ----------- |
| 1   | VakıfBank SK         | 6     | 6 (0)   | 0 (0)   | 18  | 18   | 2    | 9.000 | 498         | 352         | 1.415       |
| 2   | ŁKS Commercecon Łódź | 6     | 4 (1)   | 2 (0)   | 11  | 12   | 10   | 1.200 | 497         | 477         | 1.042       |
| 3   | ASPTT Mulhouse       | 6     | 2 (0)   | 4 (0)   | 6   | 7    | 13   | 0.538 | 418         | 462         | 0.905       |
| 4   | Marica Płowdiw       | 6     | 0 (0)   | 6 (1)   | 1   | 6    | 18   | 0.333 | 452         | 574         | 0.787       |

Źródło: cev.lu (ang.)
Punktacja: 3:0 i 3:1 – 3 pkt; 3:2 – 2 pkt; 2:3 – 1 pkt; 1:3 i 0:3 – 0 pkt
Zasady ustalania kolejności: 1. liczba zwycięstw, 2. liczba punktów, 3. stosunek setów, 4. stosunek małych punktów, 5. bilans w bezpośrednich meczach
Wyniki

##### Turniej 1
Kolodruma, Płowdiw (mecze rozgrywane o godzinę wcześniej w Polsce)
| Data       | Godz. | Drużyna 1            | Wynik | Drużyna 2            | 1     | 2     | 3     | 4     | 5     | Widzów | *      |
| ---------- | ----- | -------------------- | ----- | -------------------- | ----- | ----- | ----- | ----- | ----- | ------ | ------ |
| 24.11.2020 | 18:00 | ŁKS Commercecon Łódź | 0:3   | VakıfBank SK         | 23:25 | 17:25 | 22:25 |       |       |        | raport |
| 24.11.2020 | 20:30 | Marica Płowdiw       | 0:3   | ASPTT Mulhouse       | 17:25 | 19:25 | 13:25 |       |       |        | raport |
| 25.11.2020 | 18:00 | Marica Płowdiw       | 2:3   | ŁKS Commercecon Łódź | 18:25 | 25:20 | 25:20 | 17:25 | 10:15 |        | raport |
| 25.11.2020 | 20:30 | ASPTT Mulhouse       | 0:3   | VakıfBank SK         | 18:25 | 16:25 | 18:25 |       |       |        | raport |
| 26.11.2020 | 18:00 | ASPTT Mulhouse       | 0:3   | ŁKS Commercecon Łódź | 20:25 | 23:25 | 20:25 |       |       |        | raport |
| 26.11.2020 | 20:30 | VakıfBank SK         | 3:1   | Marica Płowdiw       | 25:9  | 25:10 | 23:25 | 25:16 |       |        | raport |

##### Turniej 2
Sport Arena im. Józefa Żylińskiego, Łódź
| Data       | Godz. | Drużyna 1            | Wynik | Drużyna 2            | 1     | 2     | 3     | 4     | 5 | Widzów | *      |
| ---------- | ----- | -------------------- | ----- | -------------------- | ----- | ----- | ----- | ----- | - | ------ | ------ |
| 02.02.2021 | 18:00 | ŁKS Commercecon Łódź | 0:3   | VakıfBank SK         | 21:25 | 19:25 | 20:25 |       |   |        | raport |
| 02.02.2021 | 20:30 | Marica Płowdiw       | 1:3   | ASPTT Mulhouse       | 23:25 | 25:22 | 22:25 | 22:25 |   |        | raport |
| 03.02.2021 | 18:00 | ASPTT Mulhouse       | 0:3   | VakıfBank SK         | 15:25 | 13:25 | 18:25 |       |   |        | raport |
| 03.02.2021 | 20:30 | Marica Płowdiw       | 1:3   | ŁKS Commercecon Łódź | 24:26 | 18:25 | 25:23 | 17:25 |   |        | raport |
| 04.02.2021 | 18:00 | VakıfBank SK         | 3:1   | Marica Płowdiw       | 25:11 | 25:20 | 25:27 | 25:14 |   |        | raport |
| 04.02.2021 | 20:30 | ASPTT Mulhouse       | 1:3   | ŁKS Commercecon Łódź | 23:25 | 19:25 | 25:21 | 18:25 |   |        | raport |

#### Grupa D
Tabela
| Lp. | Drużyna               | Mecze | Mecze   | Mecze   | Pkt | Sety | Sety | Sety  | Małe punkty | Małe punkty | Małe punkty |
| Lp. | Drużyna               | M     | W (3:2) | P (2:3) | Pkt | wyg. | prz. | ratio | zdob.       | str.        | ratio       |
| --- | --------------------- | ----- | ------- | ------- | --- | ---- | ---- | ----- | ----------- | ----------- | ----------- |
| 1   | Eczacıbaşı Stambuł    | 6     | 6 (2)   | 0 (0)   | 16  | 18   | 5    | 3.600 | 544         | 442         | 1.231       |
| 2   | Dinamo Moskwa         | 6     | 3 (1)   | 3 (1)   | 9   | 12   | 11   | 1.091 | 484         | 505         | 0.958       |
| 3   | Allianz MTV Stuttgart | 5     | 2 (1)   | 3 (2)   | 7   | 10   | 14   | 0.714 | 503         | 540         | 0.931       |
| 4   | Lokomotiw Kaliningrad | 6     | 1 (0)   | 5 (1)   | 4   | 5    | 15   | 0.333 | 426         | 470         | 0.906       |

Źródło: cev.lu (ang.)
Punktacja: 3:0 i 3:1 – 3 pkt; 3:2 – 2 pkt; 2:3 – 1 pkt; 1:3 i 0:3 – 0 pkt
Zasady ustalania kolejności: 1. liczba zwycięstw, 2. liczba punktów, 3. stosunek setów, 4. stosunek małych punktów, 5. bilans w bezpośrednich meczach
Wyniki

##### Turniej 1
Burhan Felek Voleybol Salonu, Stambuł (mecze rozgrywane o 2 godziny wcześniej w Polsce)
| Data       | Godz. | Drużyna 1             | Wynik | Drużyna 2             | 1     | 2     | 3     | 4     | 5     | Widzów | *      |
| ---------- | ----- | --------------------- | ----- | --------------------- | ----- | ----- | ----- | ----- | ----- | ------ | ------ |
| 08.12.2020 | 17:00 | Dinamo Moskwa         | 3:2   | Lokomotiw Kaliningrad | 25:23 | 13:25 | 27:29 | 25:23 | 17:15 |        | raport |
| 08.12.2020 | 20:00 | Allianz MTV Stuttgart | 2:3   | Eczacıbaşı Stambuł    | 25:22 | 25:21 | 17:25 | 21:25 | 9:15  |        | raport |
| 09.12.2020 | 17:30 | Dinamo Moskwa         | 2:3   | Allianz MTV Stuttgart | 27:29 | 25:13 | 25:22 | 14:25 | 11:15 |        | raport |
| 09.12.2020 | 20:00 | Lokomotiw Kaliningrad | 0:3   | Eczacıbaşı Stambuł    | 17:25 | 22:25 | 22:25 |       |       |        | raport |
| 10.12.2020 | 17:30 | Lokomotiw Kaliningrad | 3:0   | Allianz MTV Stuttgart | 25:23 | 25:20 | 25:20 |       |       |        | raport |
| 10.12.2020 | 20:00 | Eczacıbaşı Stambuł    | 3:0   | Dinamo Moskwa         | 25:18 | 25:20 | 25:14 |       |       |        | raport |

##### Turniej 2
Pałac Sportu „Jantarnyj”, Królewiec (mecze rozgrywane o godzinę wcześniej w Polsce)
| Data       | Godz. | Drużyna 1             | Wynik | Drużyna 2             | 1     | 2     | 3     | 4     | 5    | Widzów | *      |
| ---------- | ----- | --------------------- | ----- | --------------------- | ----- | ----- | ----- | ----- | ---- | ------ | ------ |
| 02.02.2021 | 16:00 | Allianz MTV Stuttgart | 2:3   | Eczacıbaşı Stambuł    | 32:30 | 23:25 | 25:22 | 14:25 | 9:15 | 700    | raport |
| 02.02.2021 | 19:00 | Dinamo Moskwa         | 3:0   | Lokomotiw Kaliningrad | 25:20 | 25:13 | 25:23 |       |      | 1768   | raport |
| 03.02.2021 | 16:00 | Dinamo Moskwa         | 3:0   | Allianz MTV Stuttgart | 25:21 | 25:20 | 25:20 |       |      | 639    | raport |
| 03.02.2021 | 19:00 | Lokomotiw Kaliningrad | 0:3   | Eczacıbaşı Stambuł    | 20:25 | 19:25 | 17:25 |       |      | 2459   | raport |
| 04.02.2021 | 16:00 | Eczacıbaşı Stambuł    | 3:1   | Dinamo Moskwa         | 25:16 | 19:25 | 25:14 | 25:18 |      | 634    | raport |
| 04.02.2021 | 19:00 | Lokomotiw Kaliningrad | 0:3   | Allianz MTV Stuttgart | 23:25 | 19:25 | 21:25 |       |      | 2235   | raport |

#### Grupa E
Tabela
| Lp. | Drużyna                   | Mecze | Mecze   | Mecze   | Pkt | Sety | Sety | Sety  | Małe punkty | Małe punkty | Małe punkty |
| Lp. | Drużyna                   | M     | W (3:2) | P (2:3) | Pkt | wyg. | prz. | ratio | zdob.       | str.        | ratio       |
| --- | ------------------------- | ----- | ------- | ------- | --- | ---- | ---- | ----- | ----------- | ----------- | ----------- |
| 1   | Igor Gorgonzola Novara    | 6     | 6 (1)   | 0 (0)   | 17  | 18   | 5    | 3.600 | 557         | 463         | 1.203       |
| 2   | Grupa Azoty Chemik Police | 6     | 4 (0)   | 2 (1)   | 13  | 15   | 6    | 2.500 | 484         | 437         | 1.108       |
| 3   | Dinamo Kazań              | 6     | 2 (0)   | 4 (0)   | 6   | 7    | 13   | 0.538 | 445         | 464         | 0.959       |
| 4   | SK UP Ołomuniec           | 6     | 0 (0)   | 6 (0)   | 0   | 2    | 18   | 0.111 | 374         | 496         | 0.754       |

Źródło: cev.lu (ang.)
Punktacja: 3:0 i 3:1 – 3 pkt; 3:2 – 2 pkt; 2:3 – 1 pkt; 1:3 i 0:3 – 0 pkt
Zasady ustalania kolejności: 1. liczba zwycięstw, 2. liczba punktów, 3. stosunek setów, 4. stosunek małych punktów, 5. bilans w bezpośrednich meczach
Wyniki

##### Turniej 1
Pala Igor Gorgonzola, Novara
| Data       | Godz. | Drużyna 1                 | Wynik | Drużyna 2                 | 1     | 2     | 3     | 4     | 5    | Widzów | *      |
| ---------- | ----- | ------------------------- | ----- | ------------------------- | ----- | ----- | ----- | ----- | ---- | ------ | ------ |
| 24.11.2020 | 17:30 | Igor Gorgonzola Novara    | 3:0   | Dinamo Kazań              | 25:19 | 25:22 | 25:13 |       |      |        | raport |
| 24.11.2020 | 20:30 | SK UP Ołomuniec           | 0:3   | Grupa Azoty Chemik Police | 18:25 | 19:25 | 18:25 |       |      |        | raport |
| 25.11.2020 | 17:30 | SK UP Ołomuniec           | 0:3   | Igor Gorgonzola Novara    | 17:25 | 25:27 | 20:25 |       |      |        | raport |
| 25.11.2020 | 20:30 | Grupa Azoty Chemik Police | 3:0   | Dinamo Kazań              | 25:21 | 25:22 | 25:18 |       |      |        | raport |
| 26.11.2020 | 17:30 | Dinamo Kazań              | 3:0   | SK UP Ołomuniec           | 25:18 | 25:17 | 25:20 |       |      |        | raport |
| 26.11.2020 | 20:30 | Grupa Azoty Chemik Police | 2:3   | Igor Gorgonzola Novara    | 25:27 | 22:25 | 25:21 | 25:21 | 6:15 |        | raport |

##### Turniej 2
Hala sportowa - Zespół Szkół im. I. Łukasiewicza, Police
| Data       | Godz. | Drużyna 1                 | Wynik | Drużyna 2                 | 1     | 2     | 3     | 4     | 5 | Widzów | *      |
| ---------- | ----- | ------------------------- | ----- | ------------------------- | ----- | ----- | ----- | ----- | - | ------ | ------ |
| 02.02.2021 | 17:30 | Igor Gorgonzola Novara    | 3:1   | Dinamo Kazań              | 30:28 | 22:25 | 25:22 | 25:20 |   |        | raport |
| 02.02.2021 | 20:30 | SK UP Ołomuniec           | 0:3   | Grupa Azoty Chemik Police | 12:25 | 23:25 | 17:25 |       |   |        | raport |
| 03.02.2021 | 17:30 | SK UP Ołomuniec           | 1:3   | Igor Gorgonzola Novara    | 15:25 | 25:22 | 8:25  | 23:25 |   |        | raport |
| 03.02.2021 | 20:30 | Grupa Azoty Chemik Police | 3:0   | Dinamo Kazań              | 28:26 | 25:20 | 25:17 |       |   |        | raport |
| 04.02.2021 | 17:30 | Dinamo Kazań              | 3:1   | SK UP Ołomuniec           | 25:18 | 22:25 | 25:21 | 25:15 |   |        | raport |
| 04.02.2021 | 20:30 | Grupa Azoty Chemik Police | 1:3   | Igor Gorgonzola Novara    | 19:25 | 25:22 | 18:25 | 16:25 |   |        | raport |

## Tabela przedstawiająca awans drużyn do ćwierćfinału
| Lp. | Drużyna                   | Mecze | Mecze   | Mecze   | Pkt | Sety | Sety | Sety   | Małe punkty | Małe punkty | Małe punkty |
| Lp. | Drużyna                   | M     | W (3:2) | P (2:3) | Pkt | wyg. | prz. | ratio  | zdob.       | str.        | ratio       |
| --- | ------------------------- | ----- | ------- | ------- | --- | ---- | ---- | ------ | ----------- | ----------- | ----------- |
| B1  | Imoco Volley Conegliano   | 6     | 6 (0)   | 0 (0)   | 18  | 18   | 1    | 18.000 | 473         | 337         | 1.404       |
| C1  | VakıfBank SK              | 6     | 6 (0)   | 0 (0)   | 18  | 18   | 2    | 9.000  | 498         | 352         | 1.415       |
| E1  | Igor Gorgonzola Novara    | 6     | 6 (1)   | 0 (0)   | 17  | 18   | 5    | 3.600  | 557         | 463         | 1.203       |
| D1  | Eczacıbaşı Stambuł        | 6     | 6 (2)   | 0 (0)   | 16  | 18   | 5    | 3.600  | 544         | 442         | 1.231       |
| E2  | Grupa Azoty Chemik Police | 6     | 4 (0)   | 2 (1)   | 13  | 15   | 6    | 2.500  | 484         | 437         | 1.108       |
| B2  | Fenerbahçe                | 6     | 4 (0)   | 2 (0)   | 12  | 13   | 7    | 1.857  | 455         | 412         | 1.104       |
| A1  | Savino Del Bene Scandicci | 6     | 4 (1)   | 2 (1)   | 12  | 15   | 9    | 1.667  | 542         | 509         | 1.065       |
| A2  | Unet E-Work Busto Arsizio | 6     | 4 (2)   | 2 (1)   | 11  | 14   | 10   | 1.400  | 523         | 479         | 1.092       |

Źródło: cev.lu (ang.)
Punktacja: 3:0 i 3:1 – 3 pkt; 3:2 – 2 pkt; 2:3 – 1 pkt; 1:3 i 0:3 – 0 pkt
Zasady ustalania kolejności: 1. liczba zwycięstw, 2. liczba punktów, 3. stosunek setów, 4. stosunek małych punktów, 5. bilans w bezpośrednich meczach
     awans do ćwierćfinału

### Ćwierćfinały
| Data       | Godz. | Drużyna 1                 | Wynik | Drużyna 2               | 1     | 2     | 3     | 4     | 5     | Złoty set | Widzów | *      |
| ---------- | ----- | ------------------------- | ----- | ----------------------- | ----- | ----- | ----- | ----- | ----- | --------- | ------ | ------ |
| 23.02.2021 | 17:00 | Fenerbahçe                | 1:3   | Igor Gorgonzola Novara  | 25:19 | 12:25 | 19:25 | 25:27 |       |           | 50     | raport |
| 03.03.2021 | 19:00 | Fenerbahçe                | 1:3   | Igor Gorgonzola Novara  | 16:25 | 18:25 | 25:16 | 11:25 |       | 0         | raport |        |
| 24.02.2021 | 17:30 | Savino Del Bene Scandicci | 2:3   | Imoco Volley Conegliano | 25:17 | 27:29 | 30:28 | 23:25 | 15:17 |           | 0      | raport |
| 03.03.2021 | 20:30 | Savino Del Bene Scandicci | 0:3   | Imoco Volley Conegliano | 20:25 | 17:25 | 20:25 |       |       | 50        | raport |        |
| 25.02.2021 | 18:00 | Grupa Azoty Chemik Police | 0:3   | VakıfBank SK            | 9:25  | 15:25 | 20:25 |       |       |           | 0      | raport |
| 04.03.2021 | 17:00 | Grupa Azoty Chemik Police | 0:3   | VakıfBank SK            | 21:25 | 13:25 | 13:25 |       |       | 0         | raport |        |
| 25.02.2021 | 18:00 | Unet E-Work Busto Arsizio | 3:1   | Eczacıbaşı Stambuł      | 25:19 | 15:25 | 25:17 | 28:26 |       |           | 0      | raport |
| 04.03.2021 | 19:30 | Unet E-Work Busto Arsizio | 3:1   | Eczacıbaşı Stambuł      | 25:23 | 25:22 | 22:25 | 28:26 |       | 150       | raport |        |

### Półfinały
| Data       | Godz. | Drużyna 1              | Wynik | Drużyna 2                 | 1     | 2     | 3     | 4     | 5     | Złoty set | Widzów | *      |
| ---------- | ----- | ---------------------- | ----- | ------------------------- | ----- | ----- | ----- | ----- | ----- | --------- | ------ | ------ |
| 17.03.2021 | 21:00 | Igor Gorgonzola Novara | 0:3   | Imoco Volley Conegliano   | 21:25 | 18:25 | 17:25 |       |       |           | 0      | raport |
| 23.03.2021 | 20:30 | Igor Gorgonzola Novara | 0:3   | Imoco Volley Conegliano   | 15:25 | 23:25 | 20:25 |       |       | 0         | raport |        |
| 17.03.2021 | 20:00 | VakıfBank SK           | 2:3   | Unet E-Work Busto Arsizio | 25:20 | 25:17 | 21:25 | 13:25 | 13:15 |           | 0      | raport |
| 24.03.2021 | 18:00 | VakıfBank SK           | 3:0   | Unet E-Work Busto Arsizio | 25:13 | 25:15 | 25:15 |       |       | 150       | raport |        |

### Finał
| Data       | Godz. | Drużyna 1               | Wynik | Drużyna 2    | 1     | 2     | 3     | 4     | 5     | Widzów | *      |
| ---------- | ----- | ----------------------- | ----- | ------------ | ----- | ----- | ----- | ----- | ----- | ------ | ------ |
| 01.05.2021 | 17:00 | Imoco Volley Conegliano | 3:2   | VakıfBank SK | 22:25 | 25:22 | 23:25 | 25:23 | 15:12 |        | raport |